# ايبي ناتان
كان أفرام «آبي» ناثان (بالعبرية: אברהם "אייבי" נתן 29 أبريل 1927 – 27 أغسطس 2008) إنسانويًا إسرائيليًا وناشط سلام. أسس المحطة الإذاعية صوت السلام. حين توفّي قال عنه الرئيس الإسرائيلي شمعون بيريز: «كان واحدًا من أكثر الأشخاص تميزًا وبروزًا في هذه البلاد... إنه الرجل الذي كرّس حياته للآخرين ولإنسانية أفضل». 

## السنوات الباكرة
وُلد آبي ناثان لعائلة يهودية في أبادان، إيران، في 29 أبريل 1927 وأمضى معظم سنين مراهقته في بومباي (اليوم مومباي)، الهند. أصبح طيارًا في القوى الجوية الملكية في عام 1944. في عام 1948 تطوّع كطيار في ماهال (متطوعو الحرب العربية الإسرائيلية عام 1948) وبقي في إسرائيل بعدها. عمل في خطوط طيران إل عال وافتتح في ما بعد مطعمًا في تل أبيب. 

## النضال من أجل السلام
قاد ناثان حزبًا يُدعى نيس (معجزة) في انتخابات الكنيست لعام 1965، إلا أنه فشل في تجاوز العتبة الانتخابية. بعد إعلان النتائج، أعلن أنه سيطير إلى مصر بطائرته التي أسماها شالوم1 («السلام1»)، حاملًا رسالة السلام. هبط في بورسعيد في 28 فبراير 1966، حيث اعتُقل. طلب مقابلة الرئيس المصري جمال عبد الناصر لإيصال عريضة تدعو للسلام بين مصر وإسرائيل. رُفض ناثان ورُحّل إلى إسرائيل حيث اعتُقل مجددًا لمغادرته البلاد عبر طرق غير شرعي. 

## اللقاءات مع منظمة التحرير الفلسطينية
في عام 1978 بدأ ناثان إضرابه الأول عن الطعام للاحتجاج على بناء المستوطنات الإسرائيلية. في أوائل ثمانينيات القرن العشرين، باشر بلقاءات مسؤولين في منظمة التحرير الفلسطينية. حُظرت هذه الاجتماعات في ما بعد من قبل الكنيست. في عام 1991، قام ناثان بإضراب آخر عن الطعام لأربعين يومًا للاحتجاج على القانون الذي حَظر اللقاءات بالمنظمات التي يُزعم أنها إرهابية. أنهى إضرابه عن الطعام بعد تدخّل الرئيس حاييم هيرتصوغ. واصل ناثان لقاءاته مع قائد منظمة التحرير ياسر عرفات، إلا أنه حُكم عليه بالسجن لمدة 18 شهرًا. خفض الرئيس هيرتصوغ الحكم إلى 6 أشهر، وأُطلق سراح ناثان بعد تمضيته أقل من 6 أشهر. 

## صوت السلام والنشاطات الإنسانية
في عام 1973، أسس ناثان محطة صوت السلام الإذاعية. اشترى سفينةً بمساعدة جون لينون، وأطلق عليها اسم «سفينة السلام»، وأبحر بها خارج المياه الإقليمية الإسرائيلية. كان بثّ المحطة لـ 24 ساعة في اليوم، مع برامج كانت في معظمها ناطقةً بالإنجليزية اشتملت بصورة رئيسية على موسيقى شعبية، بينما كانت تروّج لنشاطات ناثان السياسية. في الوقت نفسه، شارك في إغاثة منكوبي الكوارث في كمبوديا وبنغلاديش وبيافرا وكولومبيا وإثيوبيا. وترأس في احتجاج آخر مناهضٍ للحرب دفن دمى عسكرية محطَّمة. 
أسس ناثان في بداية عام 1980 «ملائكة آبي» –منظمة لمتطوعين ساعدوا بعضهم بعضًا عند الحاجة. في شهر أغسطس من ذلك العام، أنشأ برفقة حركة أوم يافي أوم إيهاد (شعب جميل واحد أمة واحدة) غير السياسية لجودة الحياة والمجتمع في إسرائيل أمانةً لكبار السن سُمّيت «كيرين سيفا توفي» (سن متقدم ناضج) وفرت الملابس والأدوات المنزلية للمحتاجين المتقدمين في السن. في نهاية ذلك العام تلقّى جائزة من الكنيست (البرلمان الإسرائيلي) لإنشاء لوبي اجتماعي لكبار السن.
في 1 أكتوبر عام 1993، أرغمت الصعوبات الاقتصادية والقانونية ناثان على إغلاق محطة صوت السلام. إضافة إلى توقيع اتفاقية أوسلو للسلام، كان شعور ناثان بأن رسالته من أجل السلام والحوار بين الإسرائيليين والفلسطينيين قد وصلت واحدًا من أسباب إغلاق الإذاعة. أُغرقت سفينة السلام في 28 نوفمبر 1993. 

## مرضه وموته والتكريمات
في عام 1997، عانى ناثان من سكتة دماغية تركته مصابًا بشلل جزئي. توفّي في تل أبيب في 27 أغسطس 2008 عن عمر 81 عامًا. في 10 يونيو 2007 مررت بلدية تل أبيب-يافا قرارًا بوضع لوحة تذكارية على ممر تل أبيب عند غوردون بيتش، قبالة المكان الذي رست فيه سفينة السلام. يشغِّل هذا النصب التذكاري تسجيلاتٍ من صوت السلام، من بينها اسم المحطة الإذاعية بصوت ناثان وشرح بالعبرية والإنجليزية. 